# Al Musaymir (huyện)
Huyện Al Musaymir là một huyện thuộc tỉnh Lahij, Yemen. Đến thời điểm năm 2003, huyện này có dân số 26558 người